# Odinsskolan
Odinsskolan är en skolbyggnad i kvarteret 6 Herrevadsbro vid Odinsgatan 17 i stadsdelen Stampen i Göteborg. Byggnaden uppfördes som folkskola åren 1917–1918 efter ritningar av arkitekten Gustav Adolf Falk. År 1918 hade skolan 775 elever.
Byggnaden är utformad i nationalromantisk stil och består av en huvudbyggnad i fyra våningar och en flygel i tre våningar. Mötet mellan de två delarna är markerat med ett torn. Fasaden är utförd i mörkbrunt tegel med en grov gråstenssockel.
Under åren 1969–1974 inrymdes Experimentgymnasiet i byggnaden. År 2005 direktköpte ABF fastigheten utan öppen budgivning av Göteborgs Stad för 23 miljoner kronor, och bedrev vuxenutbildning i lokalerna. I augusti 2023 sålde ABF Odinsskolan till fastighetsbolaget Hemsö för 170 miljoner kronor, med tillträde i början av år 2024. Försäljningen till Hemsö föregicks av förhandlingar om försäljning till det kommunala fastighetsbolaget Higab.
Byggnaden ingår i kommunens bevaringsprogram sedan 1987.